# Chemin de croix de Callac
Pour les articles homonymes, voir Callac (homonymie).
Le Chemin de croix de Callac est un Chemin de croix situé au lieu-dit Saint-Joseph, à Callac, commune de Plumelec dans le sud de la Bretagne, en France. Réalisé en granit par le sculpteur Roger Lévêque à la demande de l'abbé Ernest Binard durant les années 1940-1950, il comporte également une réplique de la grotte de Lourdes, une chapelle, deux croix, une esplanade pour messe en plein air et un puits.

## Localisation
Le Chemin de croix est située sur la commune de Plumelec, à un kilomètre au nord du bourg de Callac, au lieu-dit Saint-Joseph (la Ville Hervé), dans le département du Morbihan.

## Description
Situé sur une petite colline de schiste ardoisier, au cœur d'un bois, le Chemin de croix est très escarpé et ombragé.

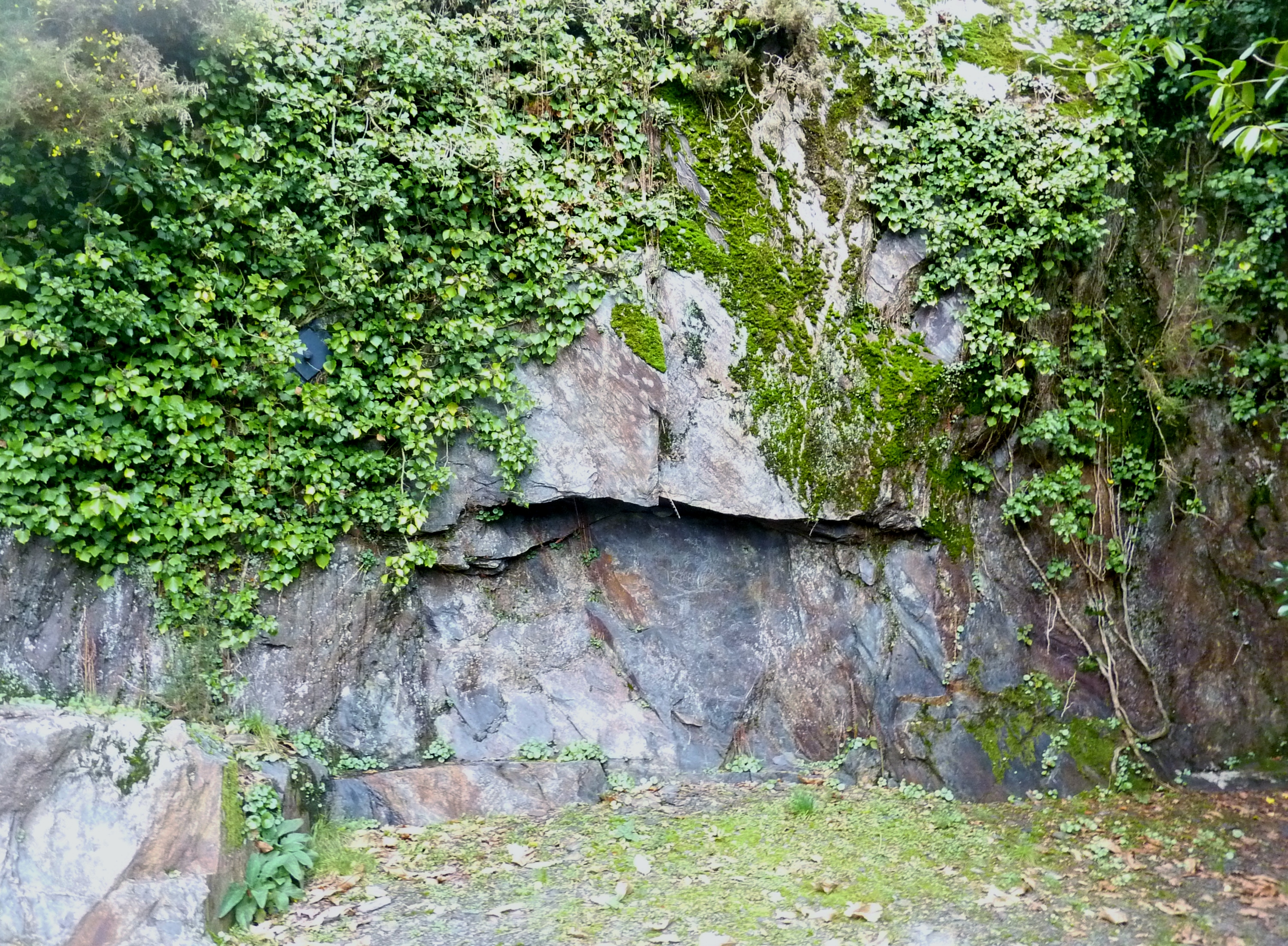
Le front de taille de l'ancienne carrière d'ardoises de Callac.
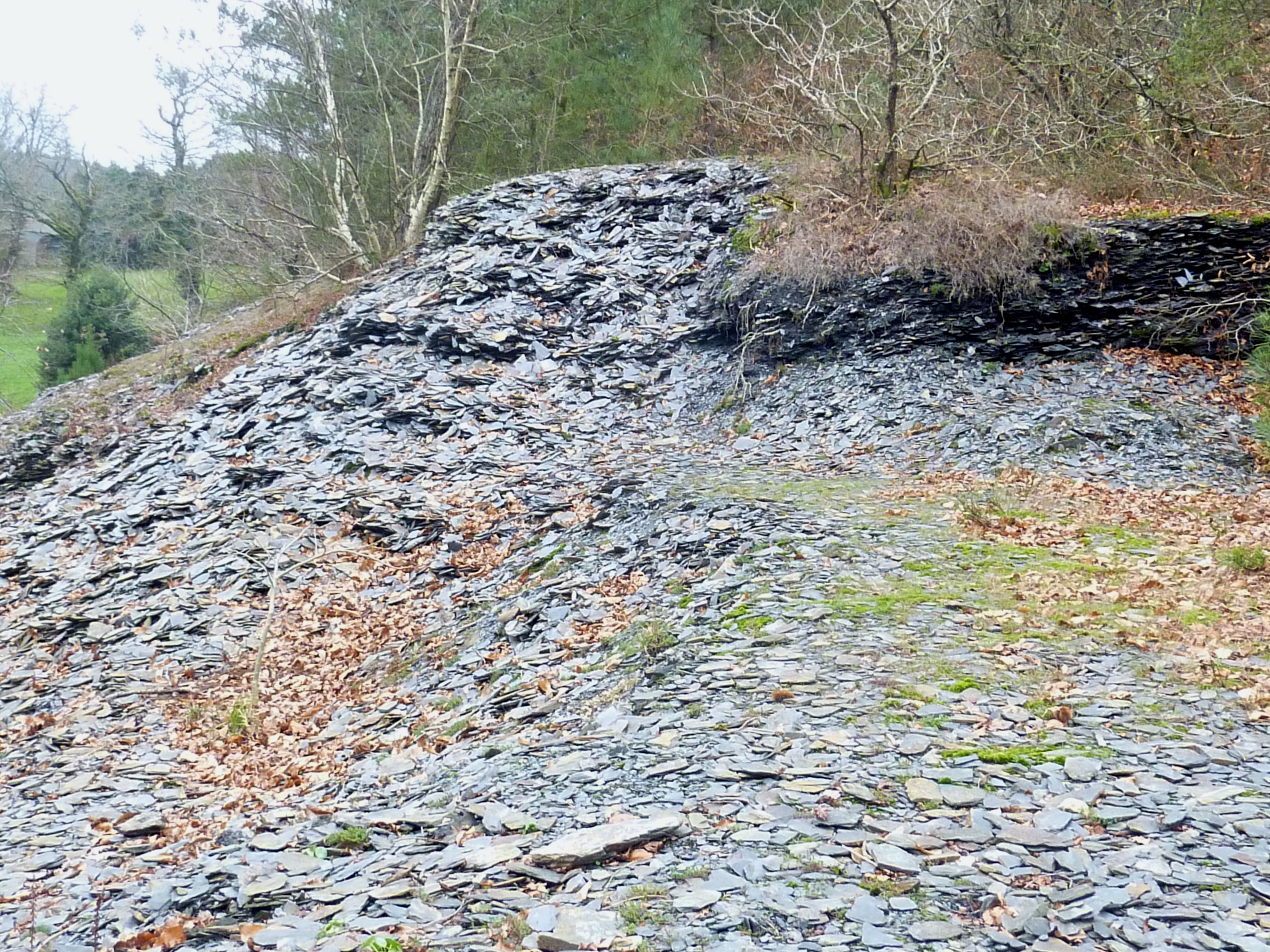
Le terril de l'ancienne carrière d'ardoises de Callac.

À droite de la première station, se situe une réplique de la grotte de Lourdes.
À la sortie de la 15e station, une vaste esplanade avec un autel et des bancs (où se déroule la messe des Rameaux), s'étend devant la chapelle Saint-Joseph. L’enfeu du Père Binard est érigé avec les pierres des ruines d'une chapelle voisine.

Calvaire de Saint-Joseph, 1822
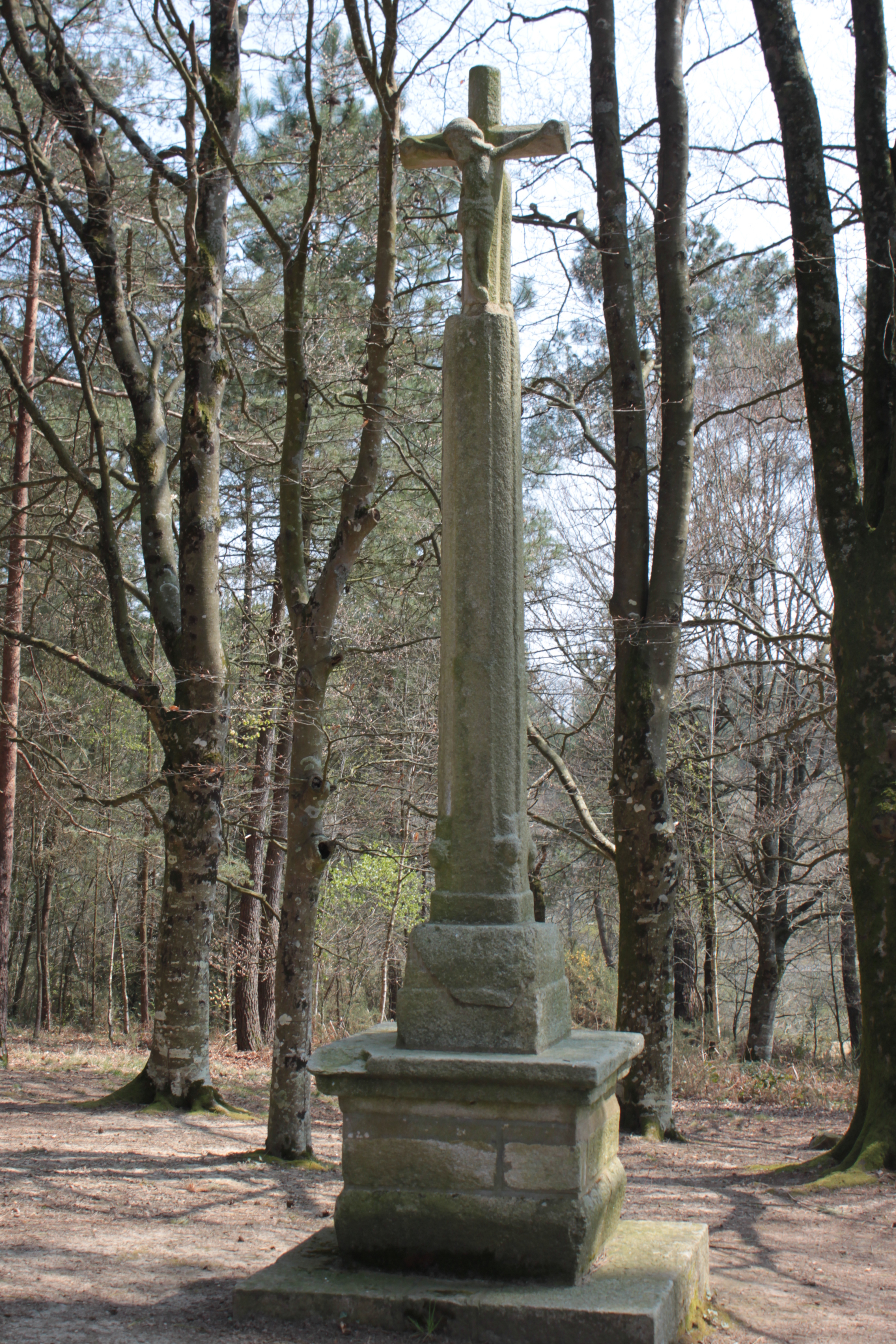
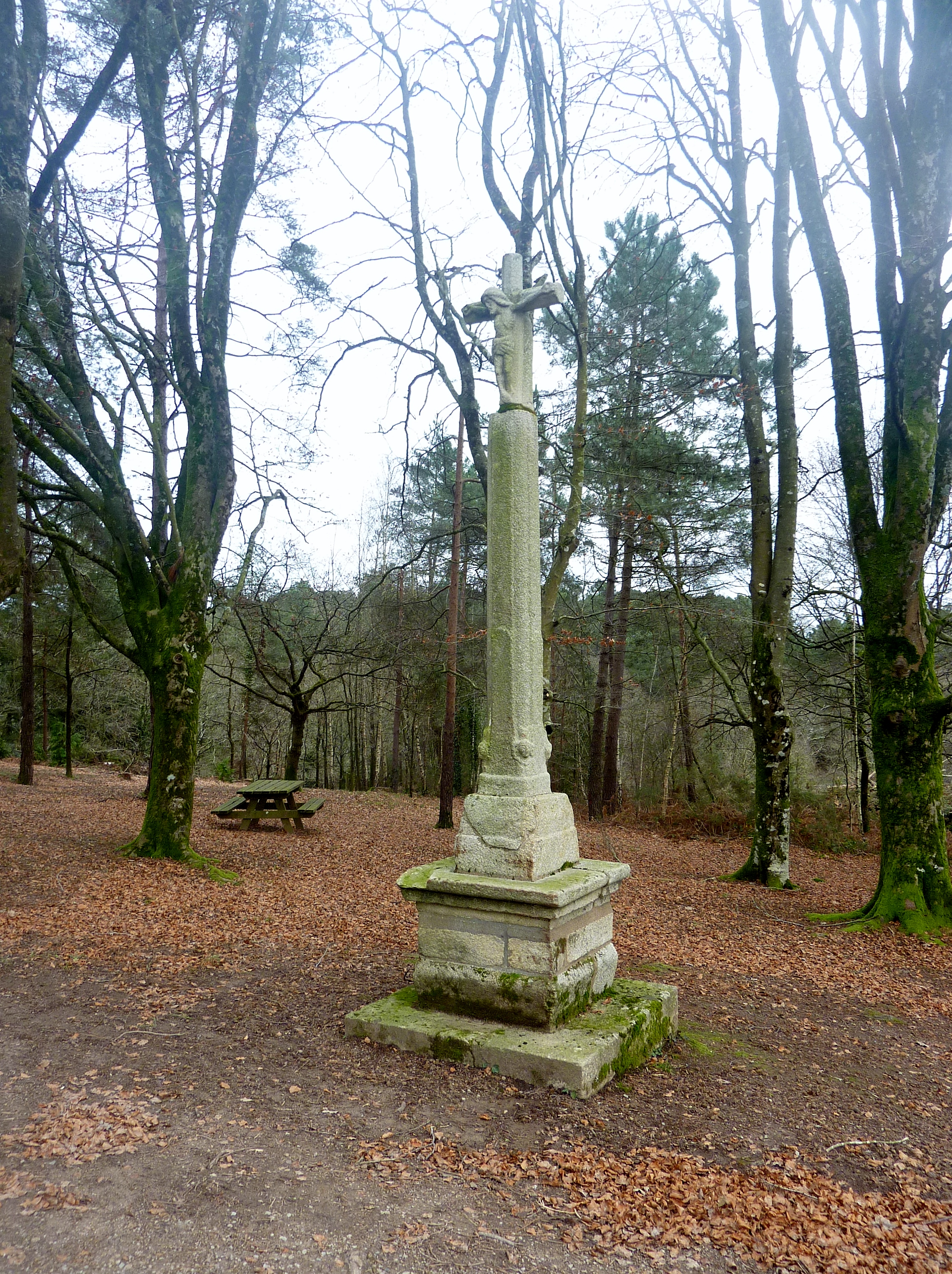
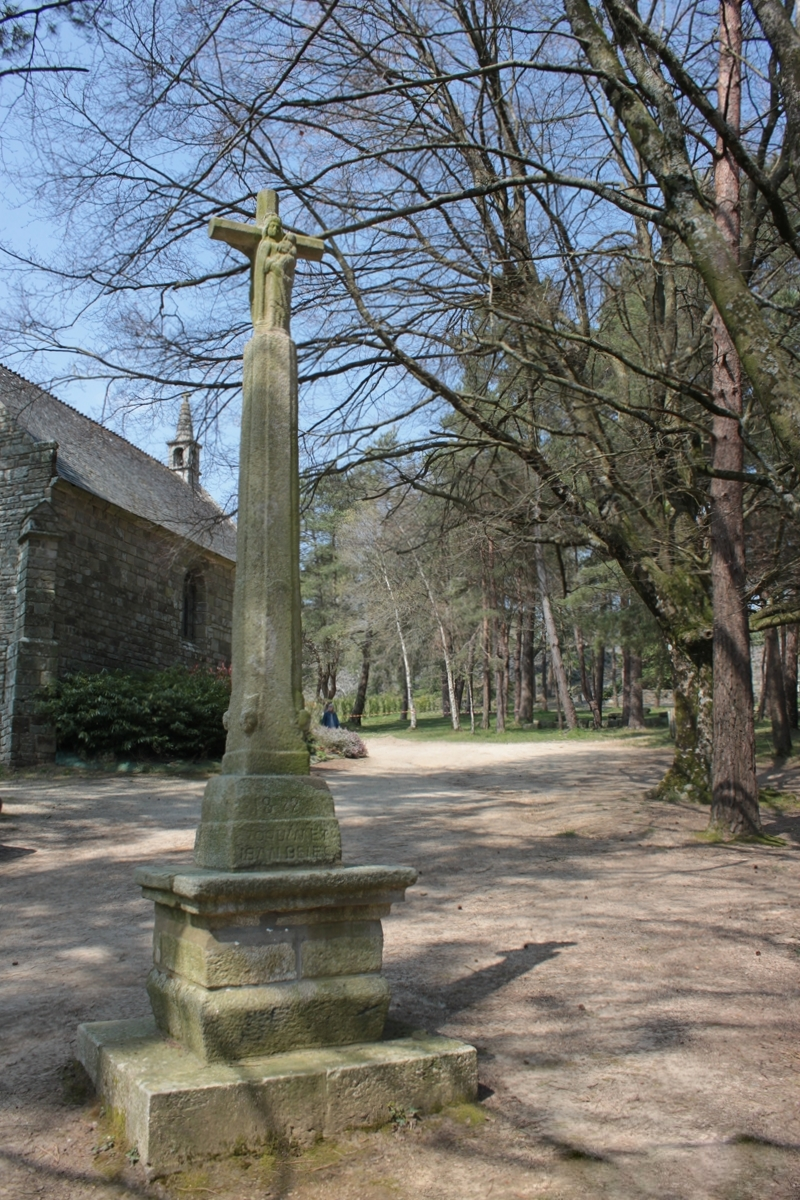

À gauche de la chapelle, s'élève un calvaire très élancé, datée de 1822, signé Toquin et Jean Belec. Une face représente le Christ en croix et l'autre la Vierge à l'Enfant.
De l'autre côté de la route, face à la grotte, en haut des rochers (accès difficile par un sentier, derrière le puits de la Touche-Berthelot), se dresse une autre croix, plus récente, en béton armé peinte en blanc. Elle surplombe les étangs et le moulin de Callac.

## Structure
La cinquantaine de personnages à l’échelle 1 qui composent les quinze stations et certaines croix sont sculptés dans du granit. Les croix « portées » sont en bois. Une borne descriptive est associée à chaque station.

## Historique
Le site est fondé par l’abbé Binard, dès 1949, au lieu-dit Saint-Joseph.
Durant cinq ans, de 1955 à 1958, chaque habitant de la paroisse donne cinq jours de travail pour tailler l'ardoise dont est faite la colline. Quatre sculpteurs locaux réalisent les 51 statues. La bénédiction est faite le 29 juin 1958 par l'évêque de Vannes, Mgr Le Bellec.
L'abbé Binard a aussi créé la réplique de la grotte de Lourdes en 1948-49.
Il a été le recteur de Callac de 1947 à 1974 et est décédé en 1987, à l'âge de 87 ans. Il repose dans cette chapelle Saint-Joseph.
La plaque apposée au début du chemin indique :

« Chemin de Croix érigé par les paroissiens de Callac, bénit le 29 juin 1958 par Mgr Le Bellec (évêque de Vannes), assisté de Mgr Grimaud (ancien évêque de Dakar), RP Dom Demazure (abbé de Kergonan), RP Dom Emmanuel (abbé de Timadeuc), Mgr Jouneaux (PPA au Tchad), Mgr Le Baron (vicaire général) et Mgr Joubier (curé de Josselin). »

## Galerie

### Les quatorze stations plus une
Le nombre de stations du Chemin de croix est fixé à quatorze depuis le XVIe siècle. À Lourdes, la cérémonie du Chemin de croix se termine par une quinzième station « Avec Marie, dans l'espérance de la résurrection du Christ » (Jean-Paul II),. Le Chemin de croix de Callac reprend cette dernière station.

Images de stations
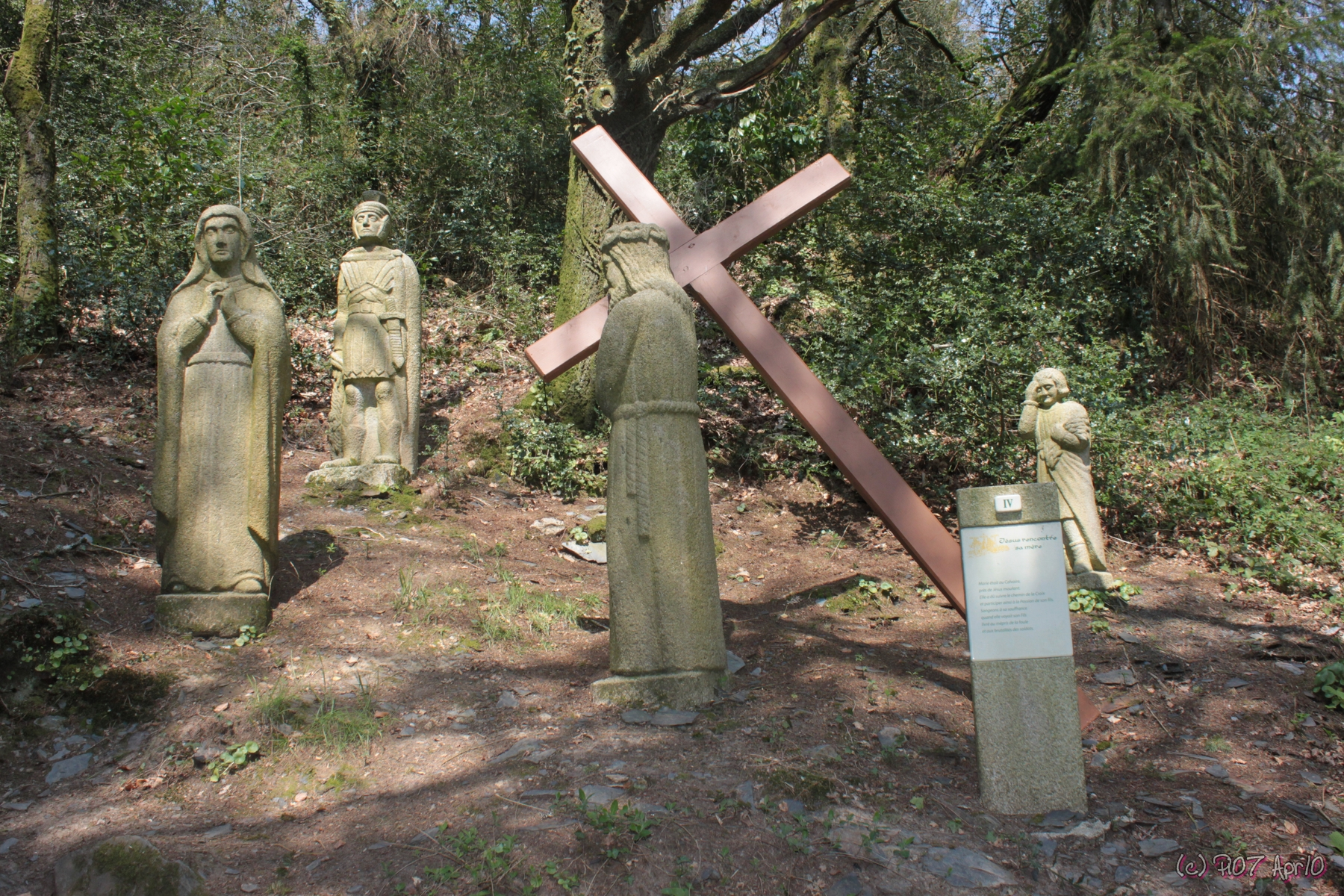
Station IV : Jésus rencontre sa mère.
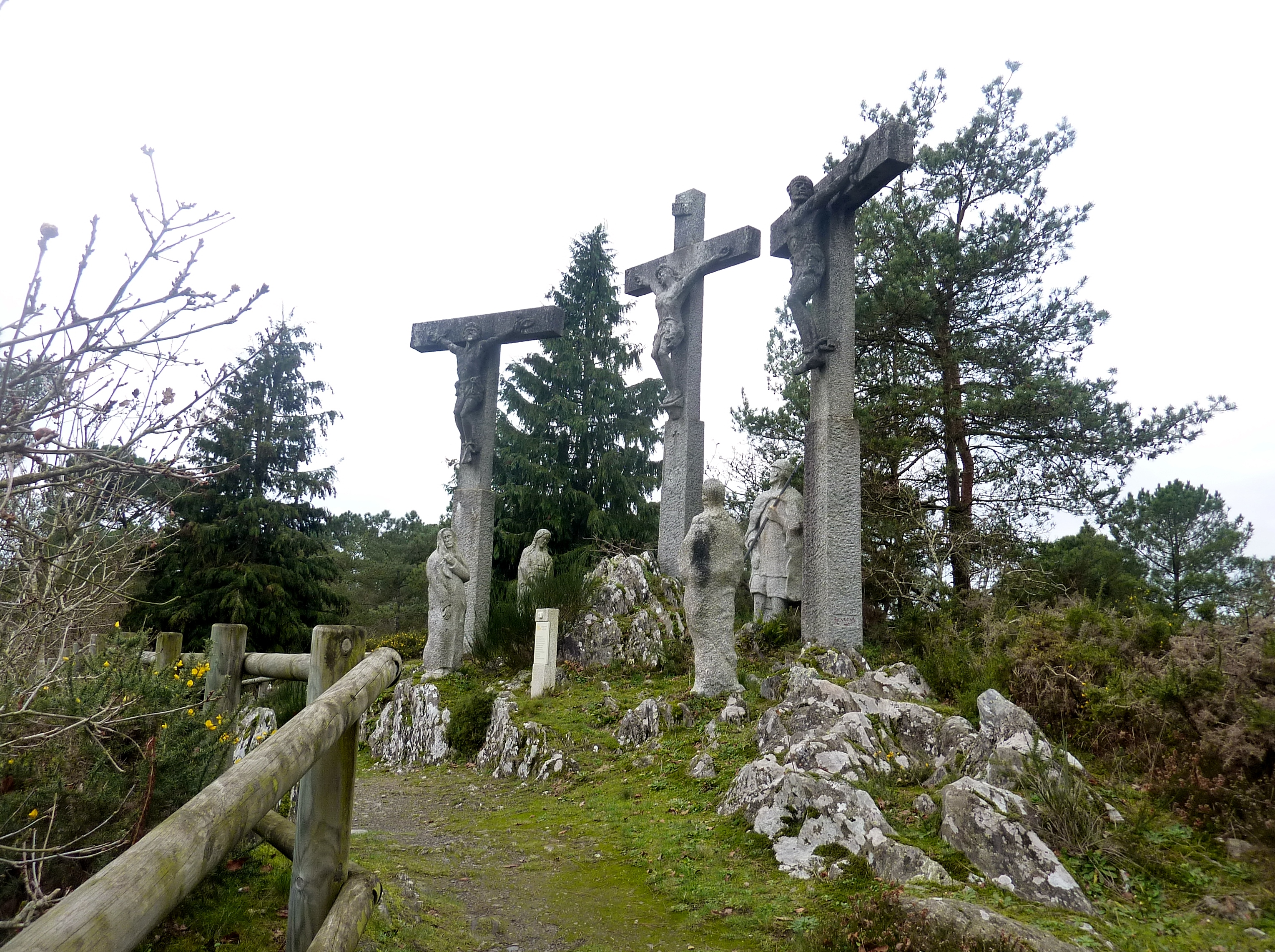
Station XII : Jésus sur la croix.
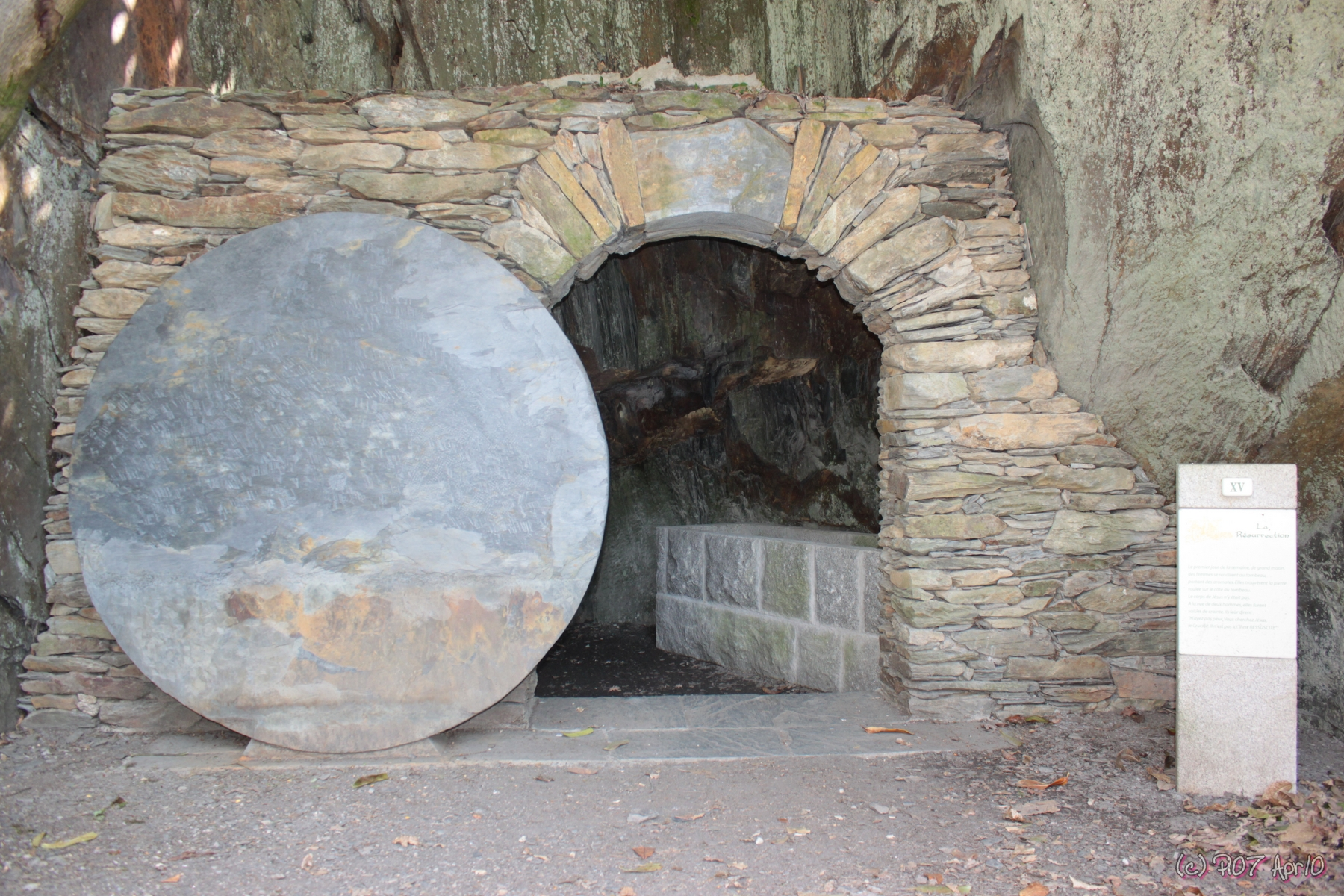
Station XV : Le tombeau ouvert après la Résurrection du Christ.

### La chapelle
Ses pierres proviennent des ruines d'une chapelle ancienne d'un village proche. Elle a été remontée par l'Abbé Binard à la fin des années 1940. Il y repose actuellement depuis 1987.

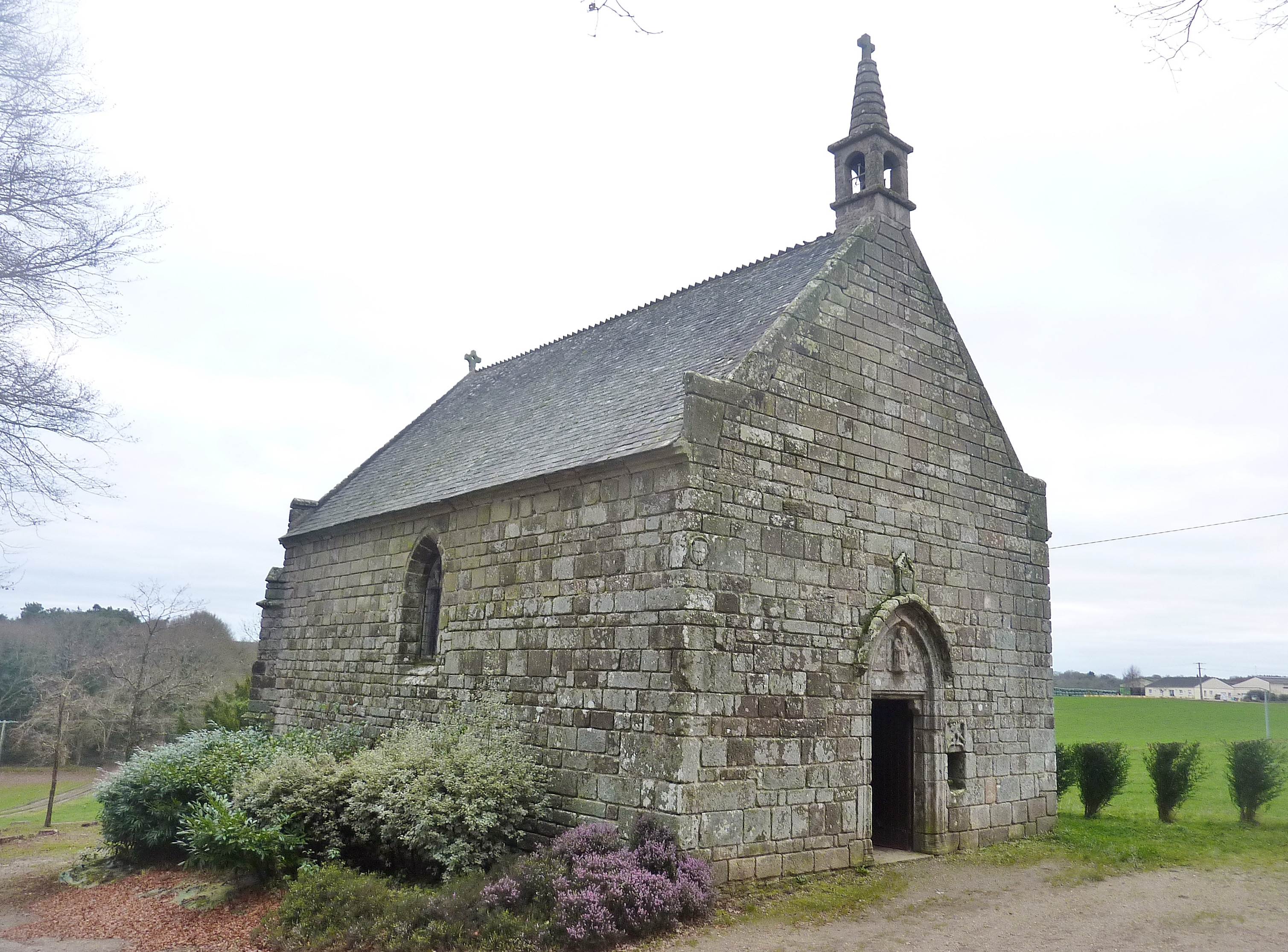
La chapelle Saint-Joseph (XIXe siècle), vue extérieure d'ensemble.
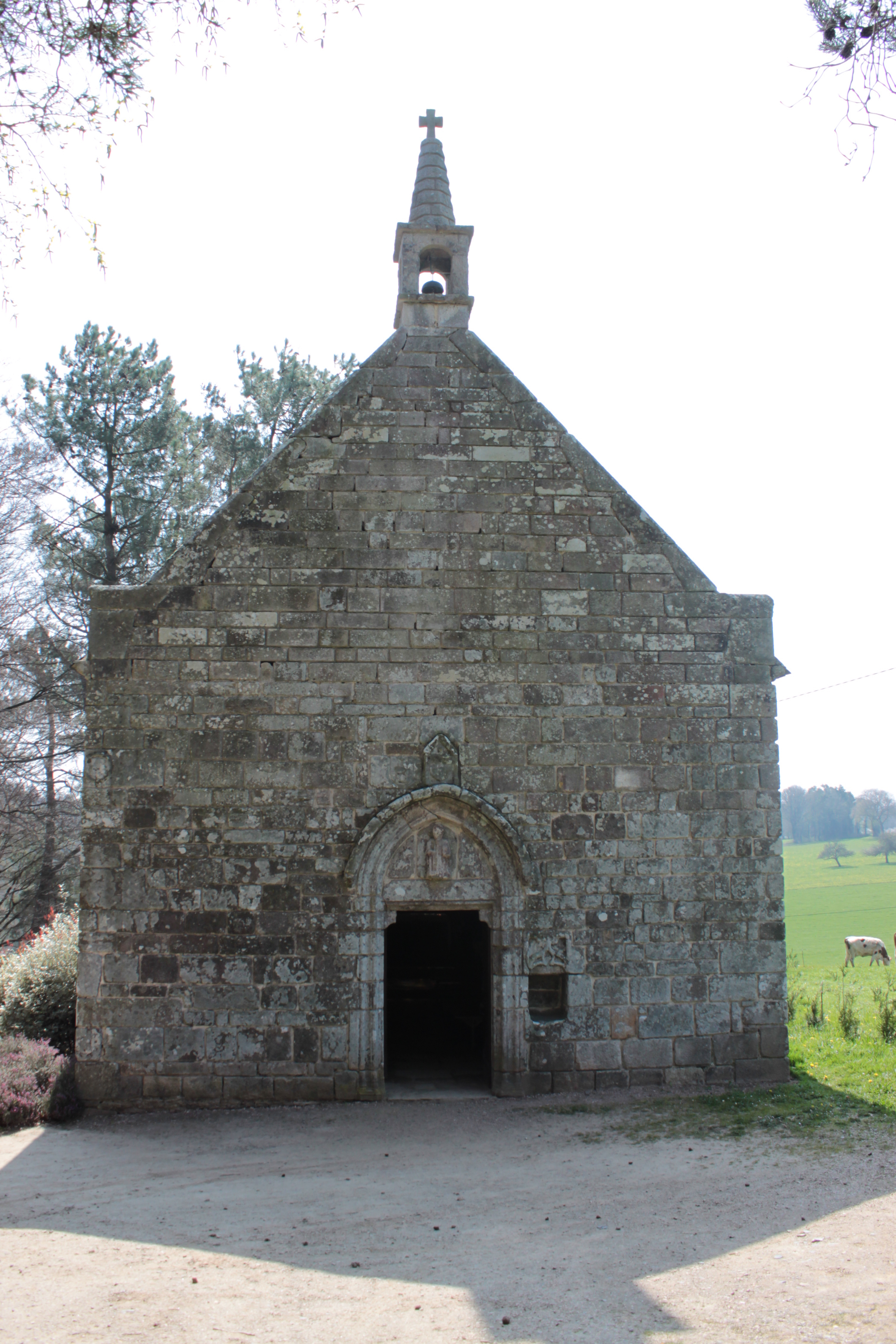
La façade de la chapelle.
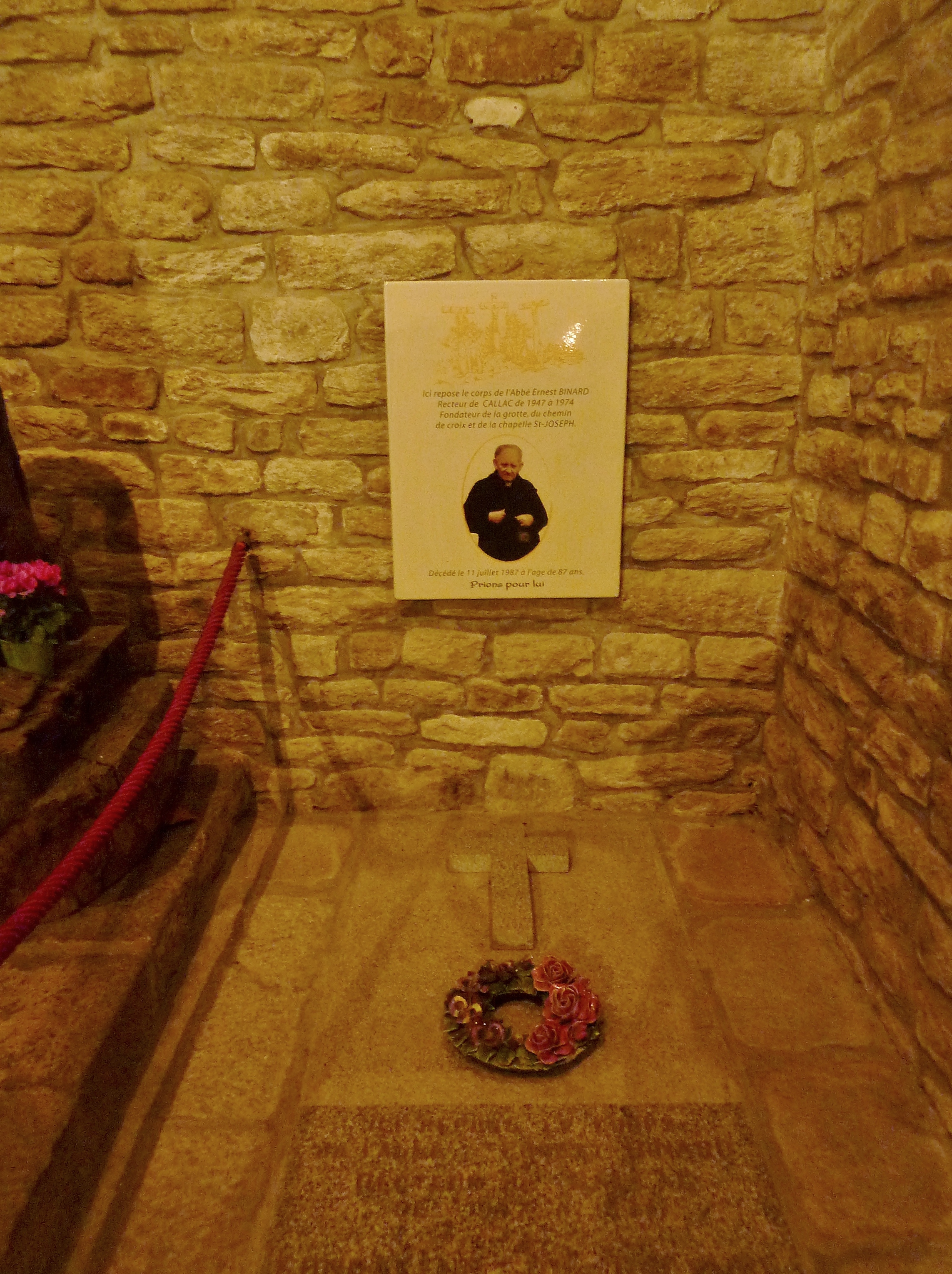
La tombe de l'abbé Ernest Binard dans la chapelle.

### La grotte
C'est en 1947, que l'abbé Binard eut l'idée d'utiliser une ancienne carrière d'ardoises pour créer une grotte rappelant celle de Lourdes. La grotte fut bénite le 1er mai 1949. « Une véritable folie inspirée par la Providence. » écrivit l'abbé Binard.

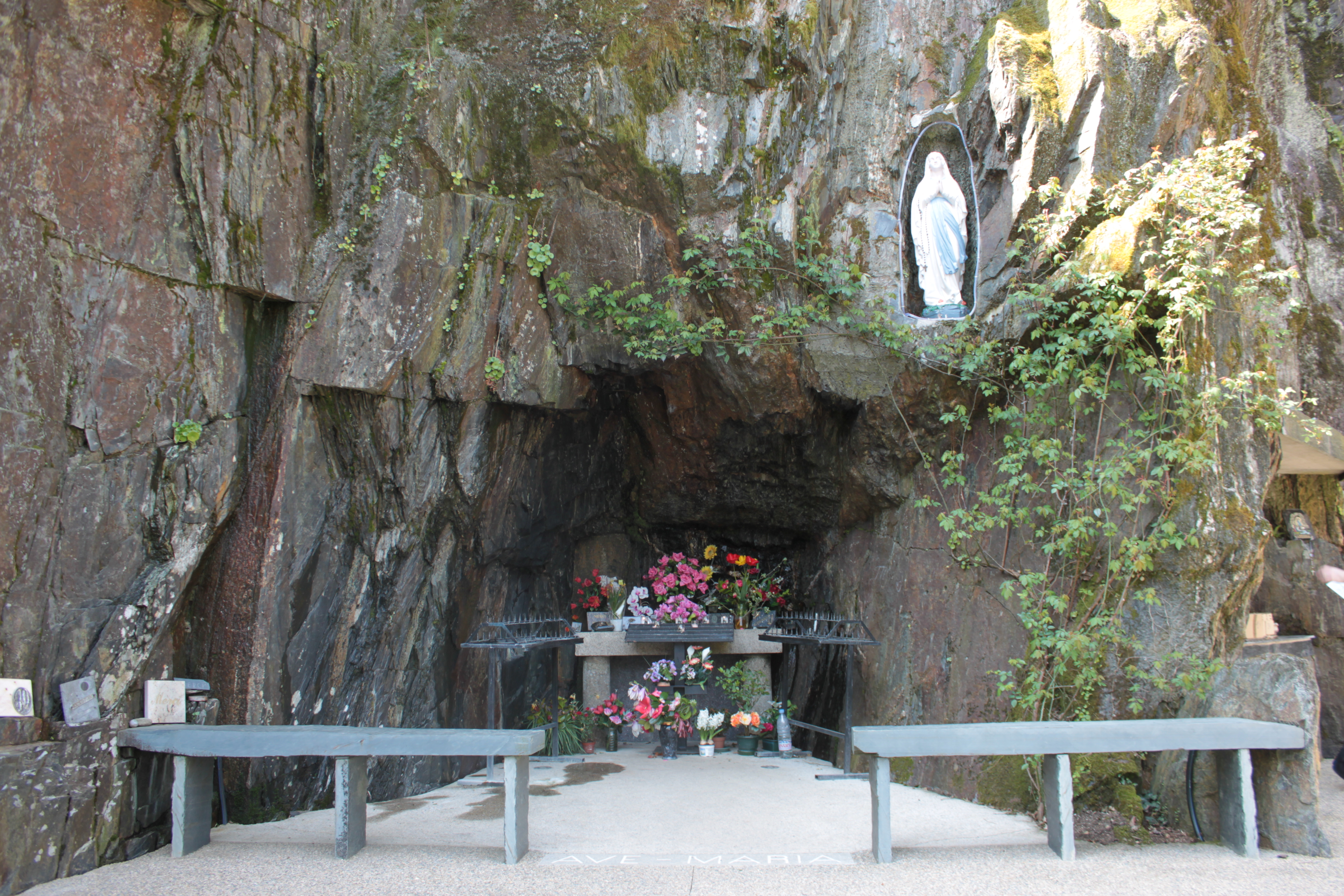
La réplique de la grotte de Lourdes, 1949.
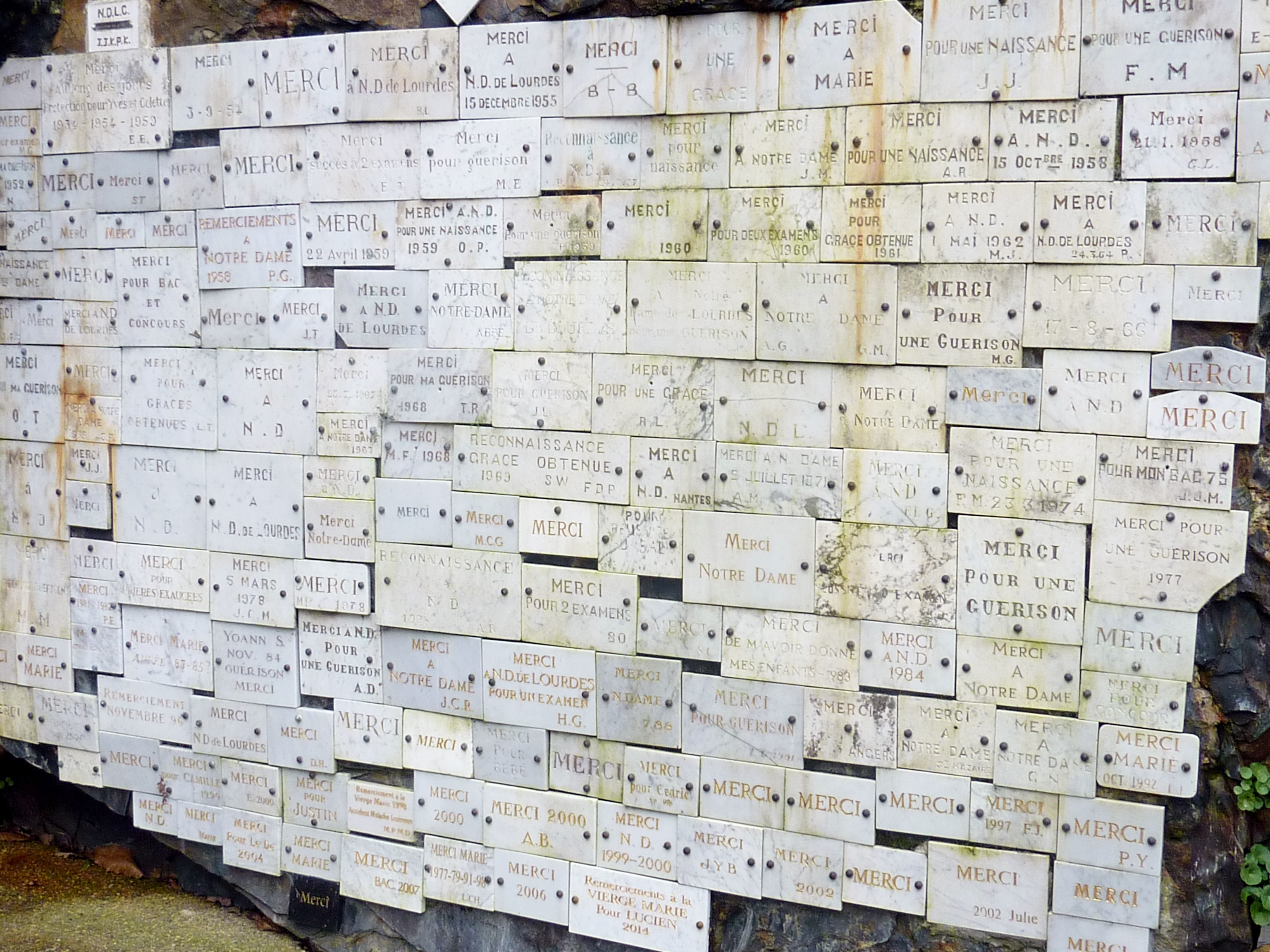
Ex-votos de remerciement près de la grotte.

### La grande croix  et le puits

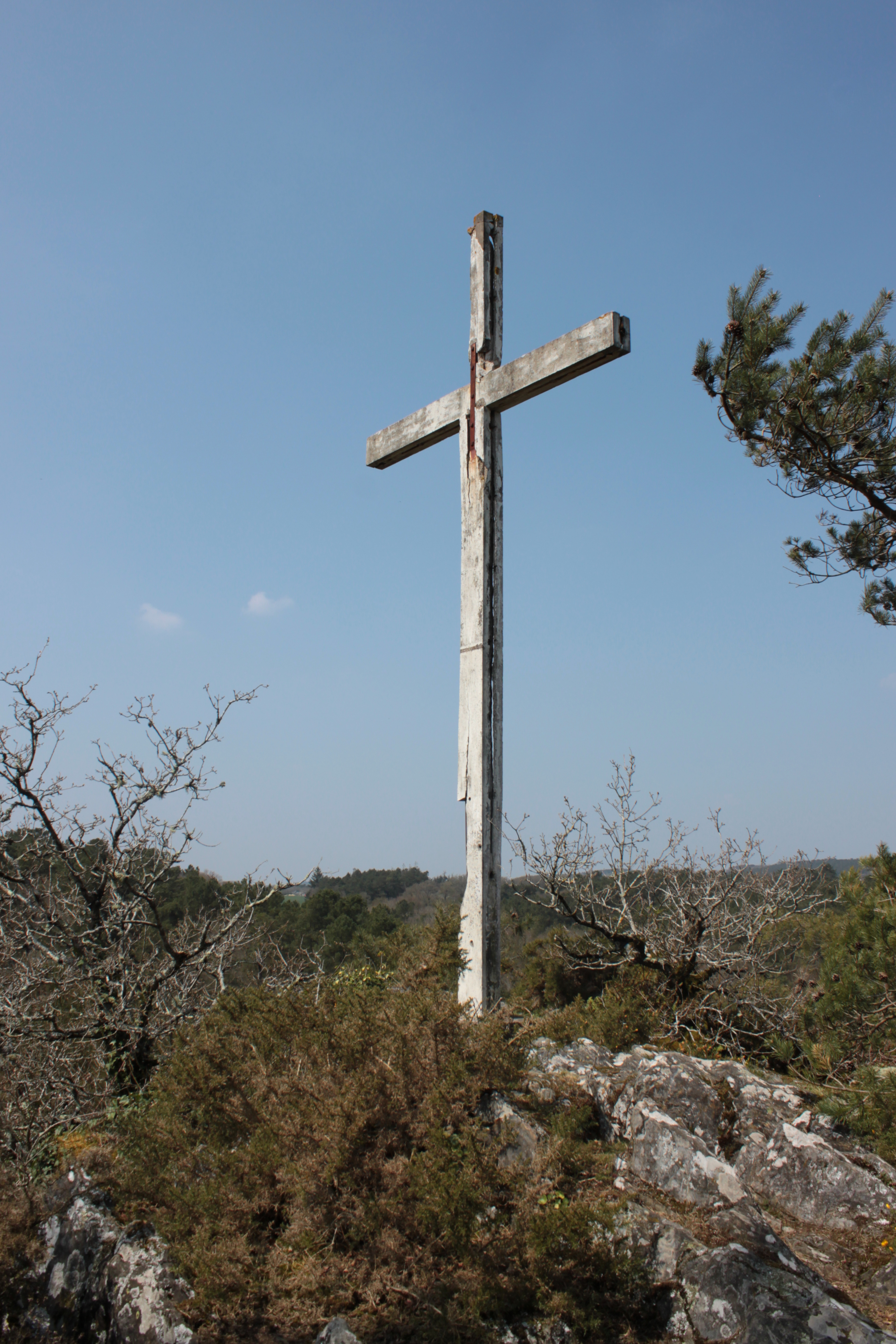
La grande croix, Saint-Joseph.
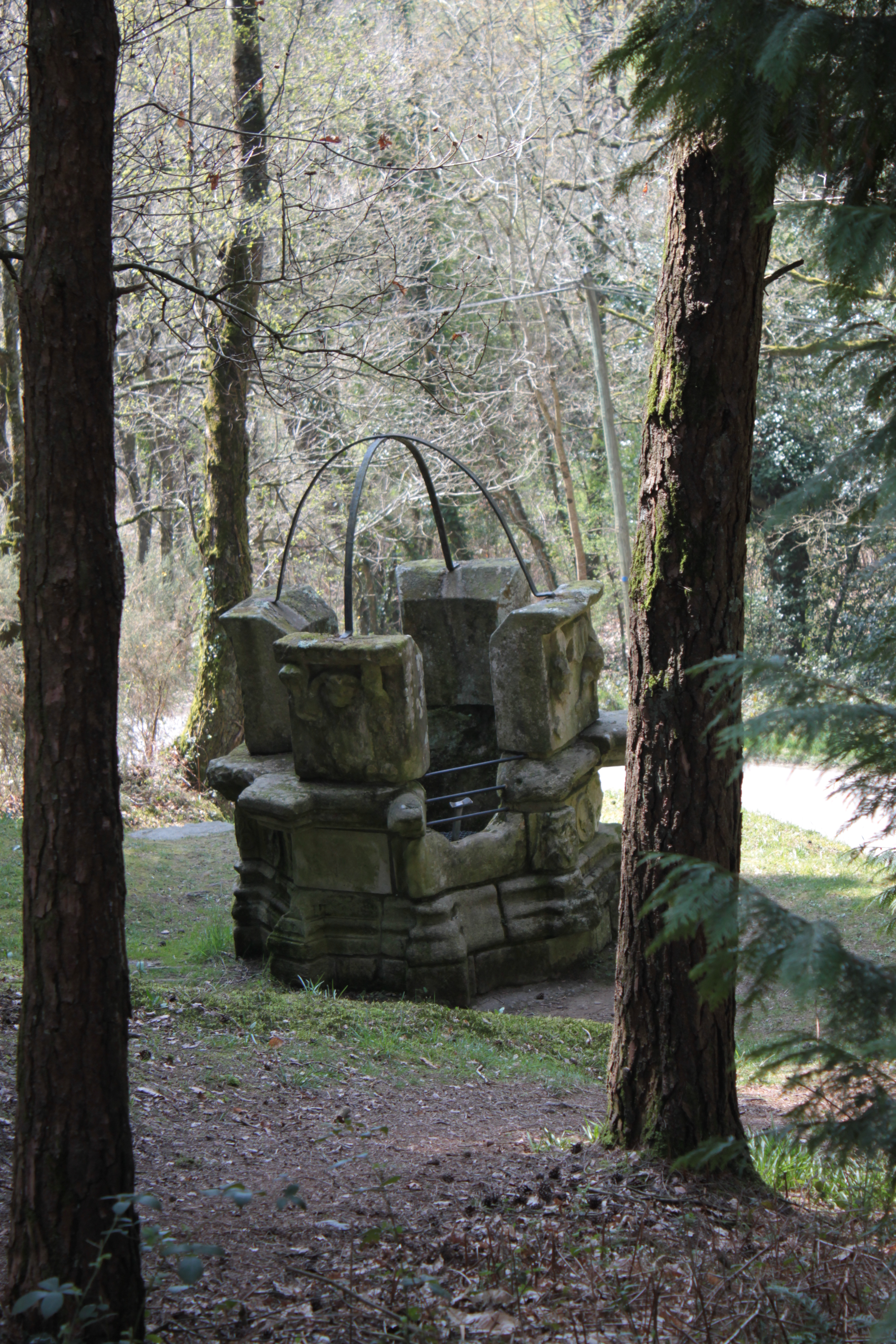
Le puits de la Touche-Berthelot, XVIe siècle.
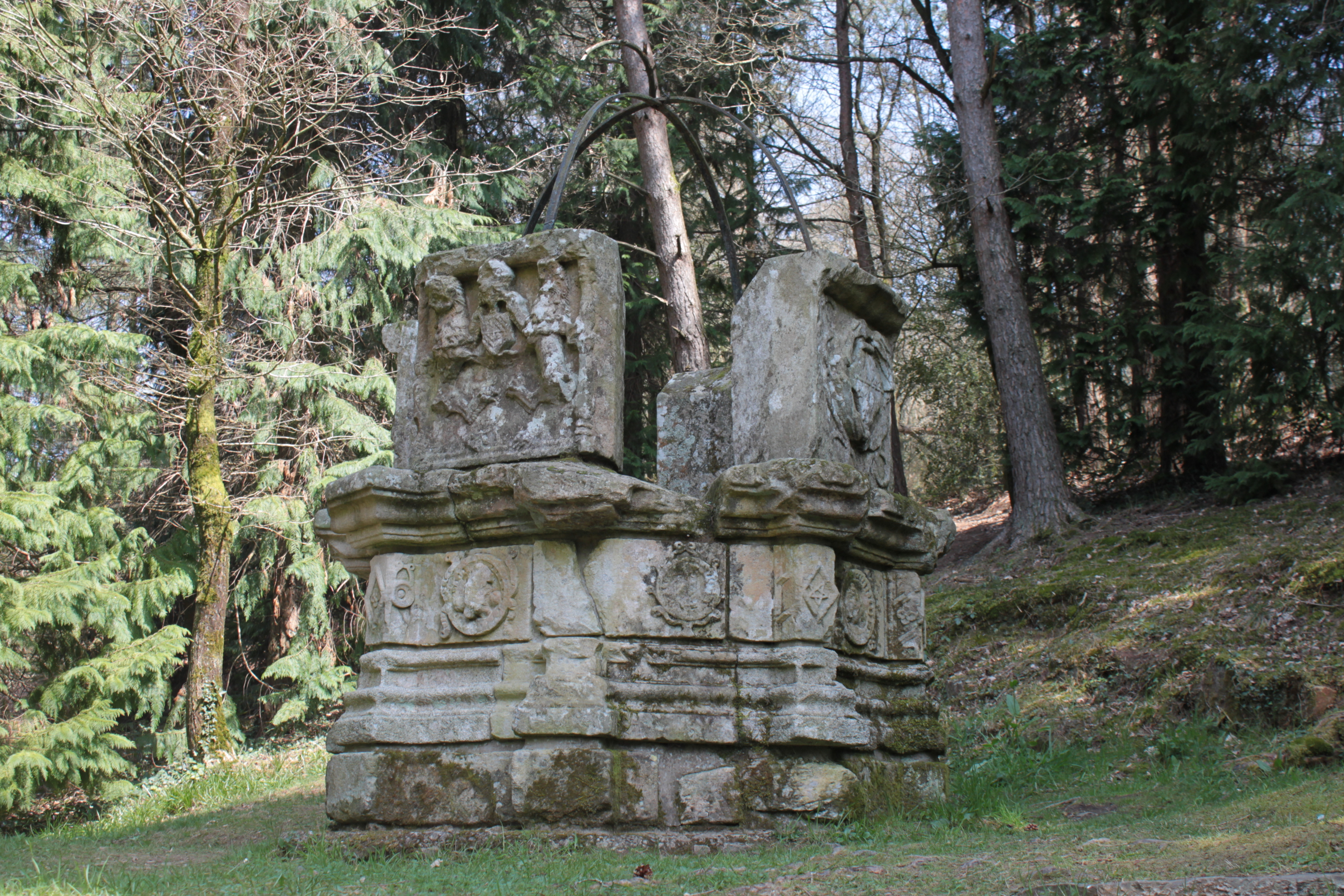
Margelle octogonale du puits .